# Col de Meyrand
Le col de Meyrand est un col routier du massif du Tanargue situé sur la route départementale 24, entre les communes de Loubaresse et Borne, dans le département de l'Ardèche et la région Auvergne-Rhône-Alpes, à 1 369 mètres d'altitude.

## Situation
Le col est situé au sein du parc naturel régional des Monts d'Ardèche. Il fait communiquer les vallées de La Beaume et de la Borne. Le dénivelé depuis Valgorge jusqu'au col est de 813 mètres durant les 16 kilomètres de montée, soit une pente moyenne de 5,1 %. Comme ses voisins le col de la Chavade et le col de la Croix de Bauzon, le col de Meyrand constitue une des portes d'entrée de la montagne ardéchoise depuis le Bas-Vivarais.

## Cyclisme

### Profil des ascensions
Quatre voies d’accès permettent de grimper au col de Meyrand.
Le versant sud-est, le plus long, débute à l’embranchement (346 m) des routes D24 et D203, à proximité du lieu-dit « Pied de Bœuf » pour 22,5 km à 4,55 % de moyenne. Ce versant passe par Valgorge (554 m en son centre) au km 6,7. À l'issue d'une série d'épingles puis de courbes, la route rejoint le col de Loubaresse (1 145 m), au km 18,5, sous le village du même nom, et croise la D403 provenant du col du Chap del Bosc. Jusqu'à ce point, l'ascension est parfois ponctuée de petites cascades. Ce versant est long et régulier avec une pente maximale de 7 %. Les passages les plus ardus se situent juste avant Valgorge et dans les deux derniers kilomètres de l'ascension. À 300 m du col, une table d'orientation délivre un panorama vers Valgorge, la forêt domaniale de Prataubérat, le parc national des Cévennes et même le mont Ventoux par temps clair.

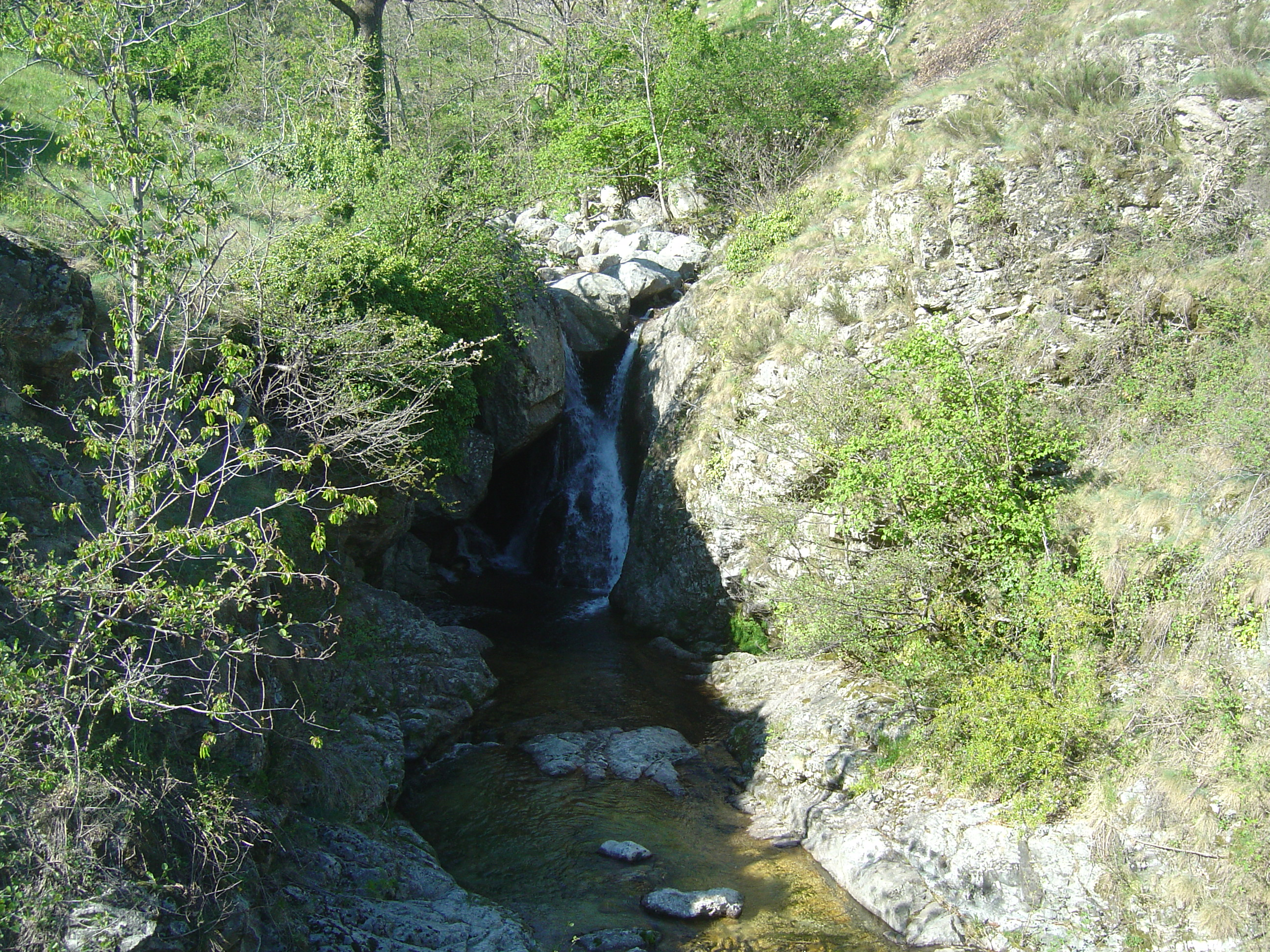
Cascade après le hameau de Saint-Martin, au-delà de Valgorge.
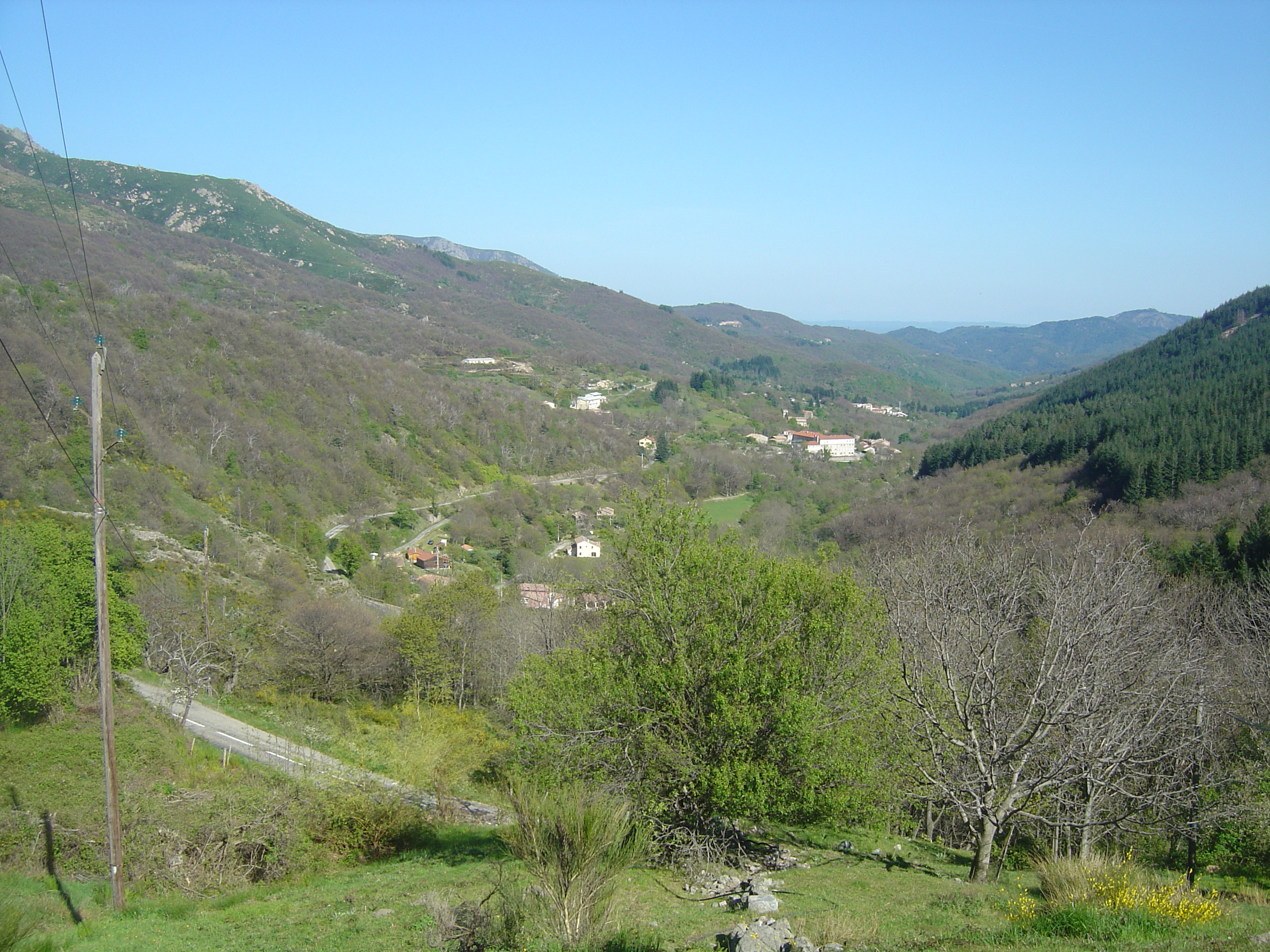
Vue depuis le hameau de Couderc (735 m, km 10,7) sur Valgorge et ses autres hameaux.
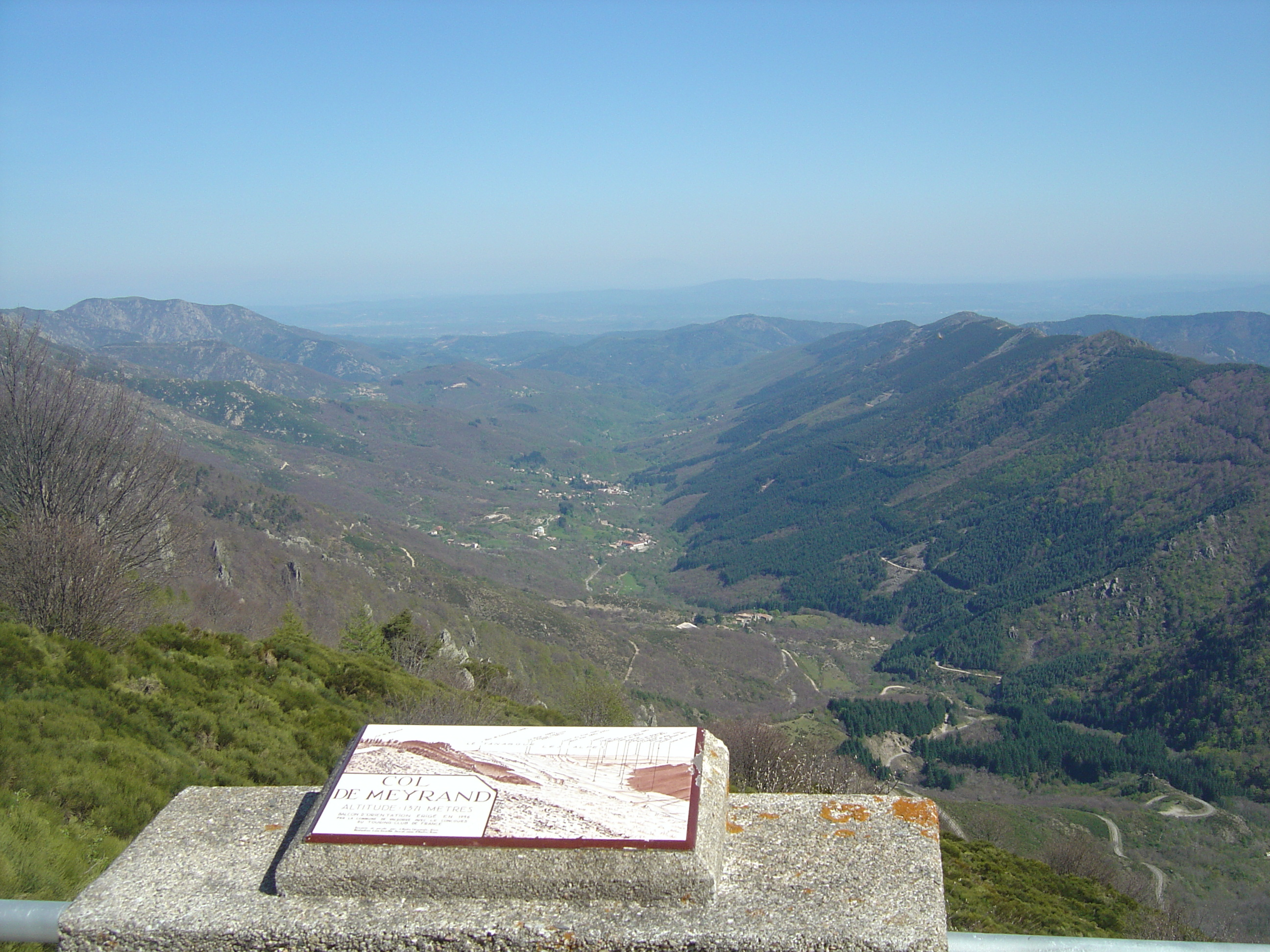
Panorama depuis la grande table d’orientation à 300 m du sommet sur la route depuis Valgorge et sur le Cham du Cros (1 202 m) à gauche.
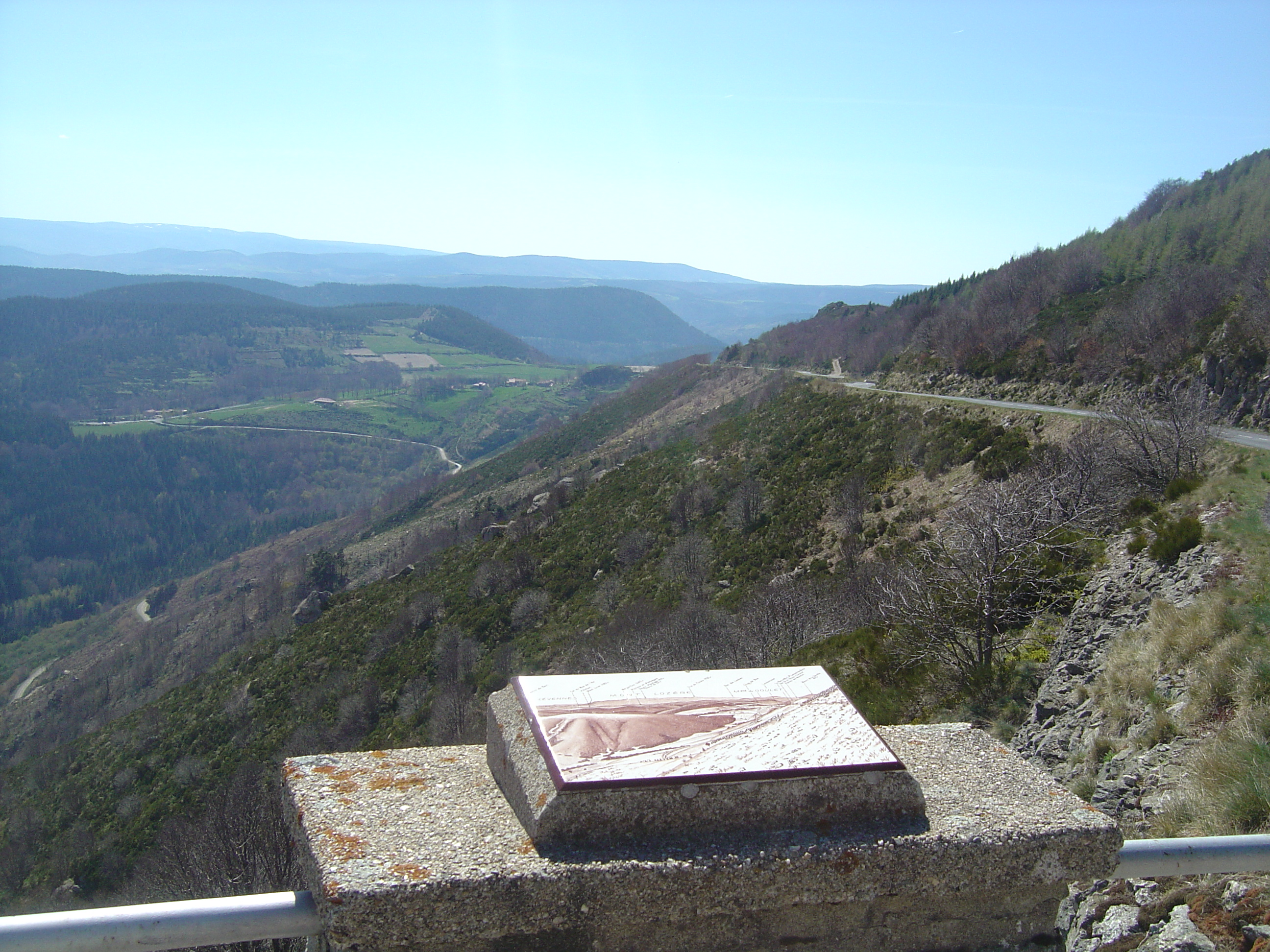
Panorama depuis la grande table d’orientation sur le col de Loubaresse (1 145 m) plus bas à gauche, le dernier kilomètre de l’ascension et le parc national des Cévennes au fond.

Le versant sud-ouest commence après une portion descendante suivant le franchissement du col du Chap del Bosc (1 168 m). Il grimpe dès le croisement (1 075 m) avec la route forestière du pont de Bournet et la route D403 et retrouve après 2,3 km la route D24 au col de Loubaresse (1 145 m) pour le même final que le versant sud-est. La montée fait au total 6,3 km à 4,7 %.
- Loubaresse.
- Vue vers Loubaresse.
- Le dernier kilomètre est le plus difficile.

Le versant ouest démarre à Borne (937 m) pour 9,45 km à 4,6 %. La D301 rejoint la D24 après 6,5 km au lieu-dit « Le Fer à Cheval »  (1 195 m)  juste avant Loubaresse. Les derniers kilomètres sont donc communs aux versants précédents.

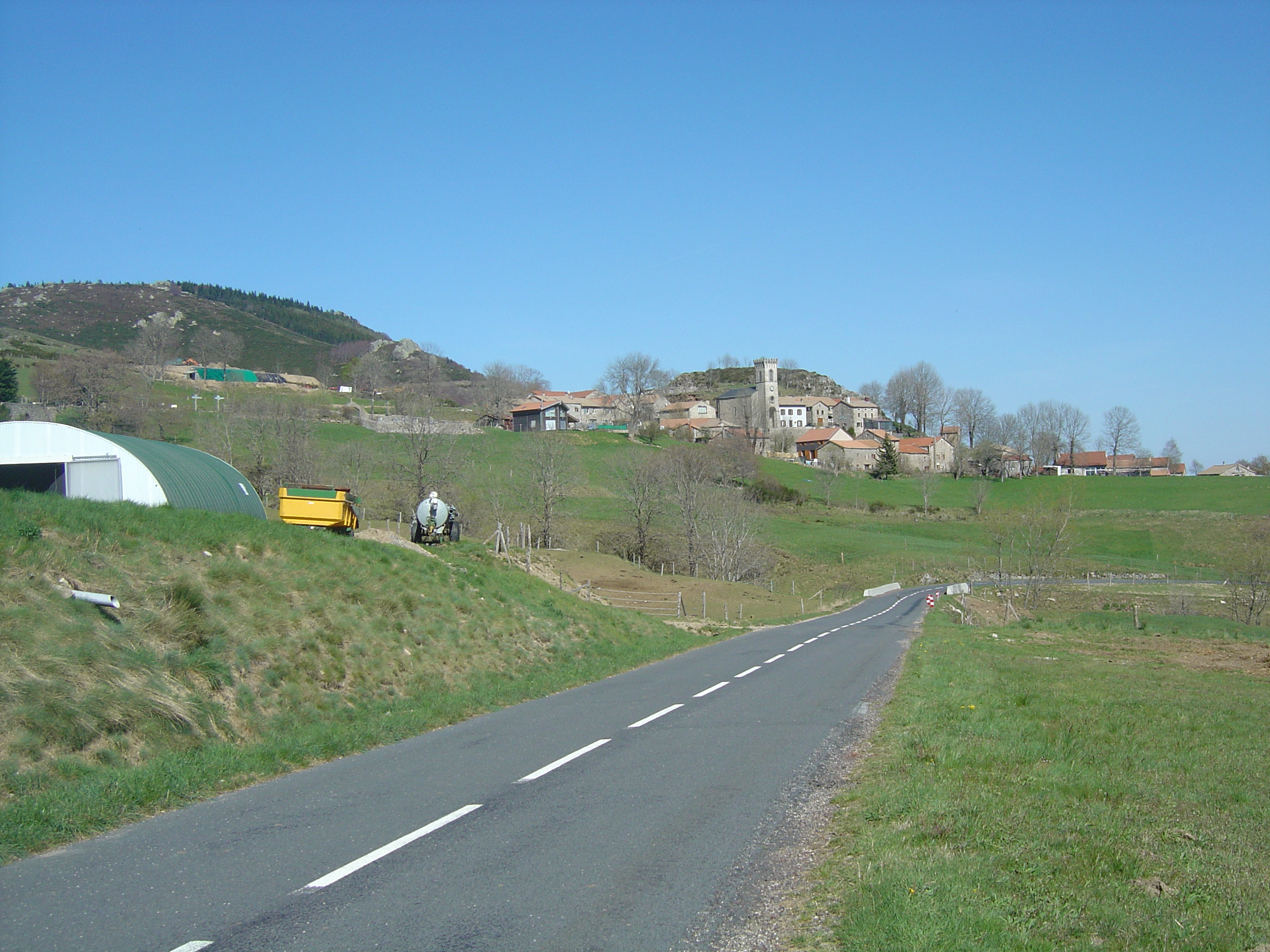
Loubaresse.
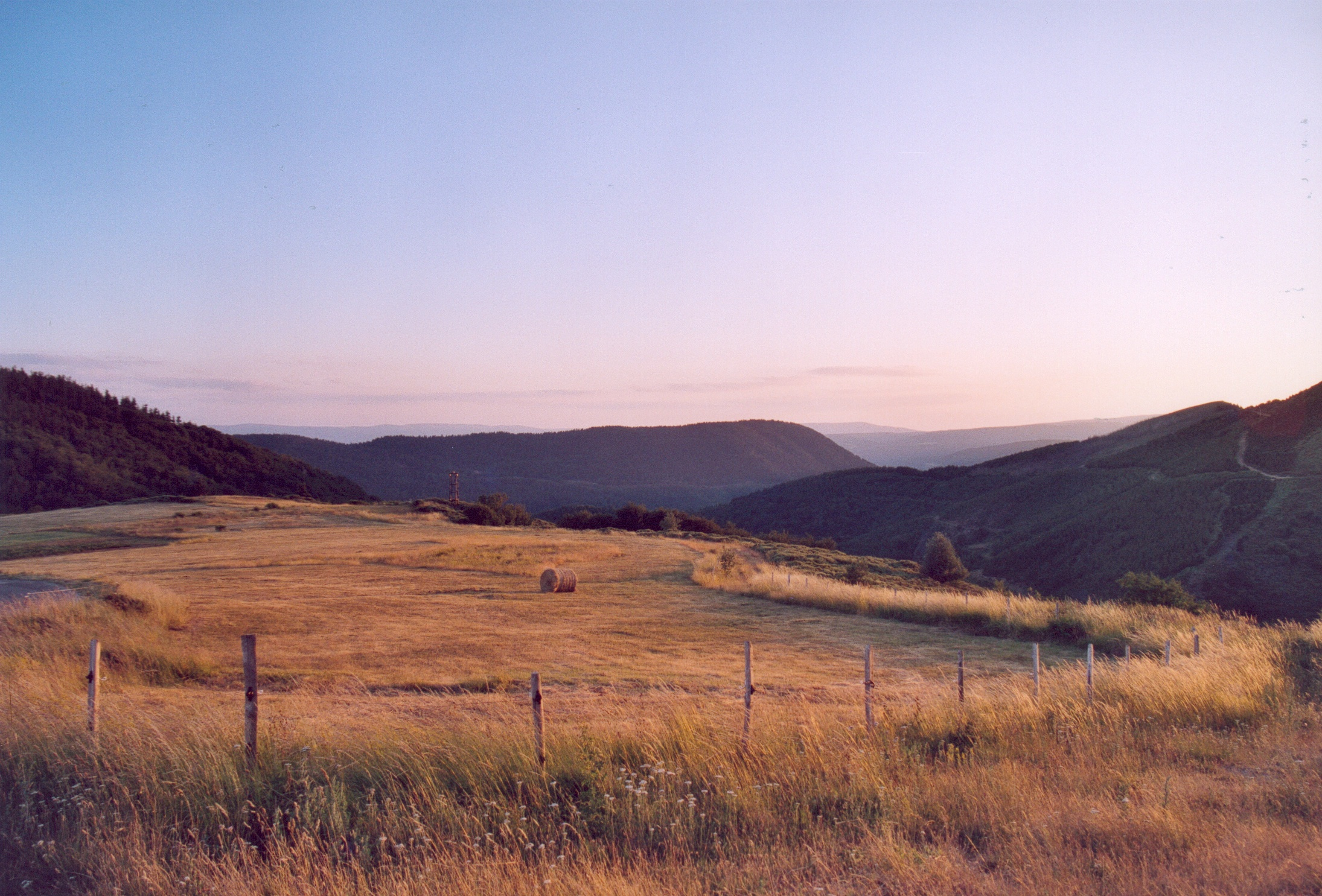
Vue sur Loubaresse depuis l’avant-dernier kilomètre de l’ascension.
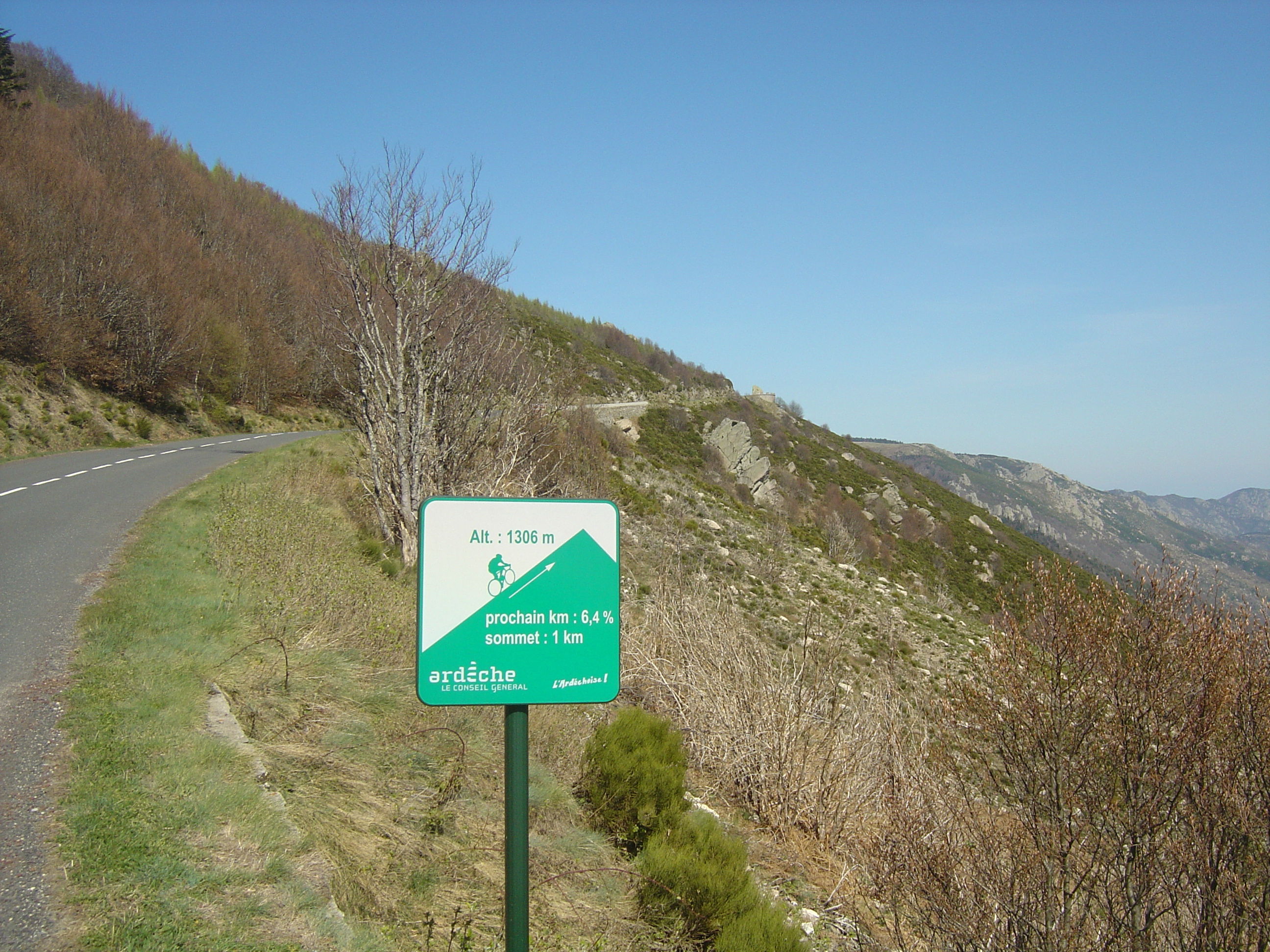
A quelques hectomètres du sommet, la grande table d’orientation à côté d’un rocher. Panorama vers le parc national des Cévennes au fond.

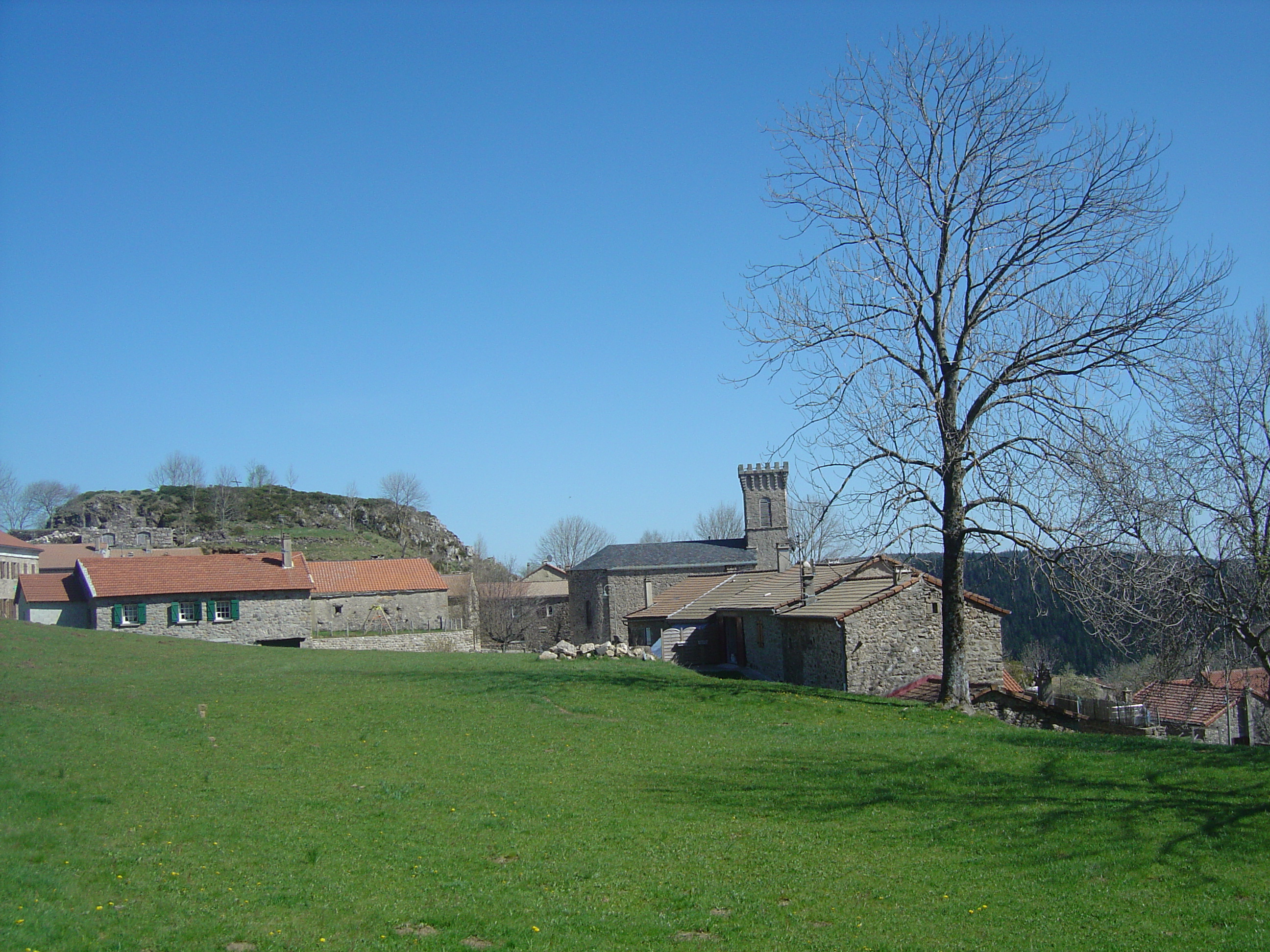
Loubaresse.
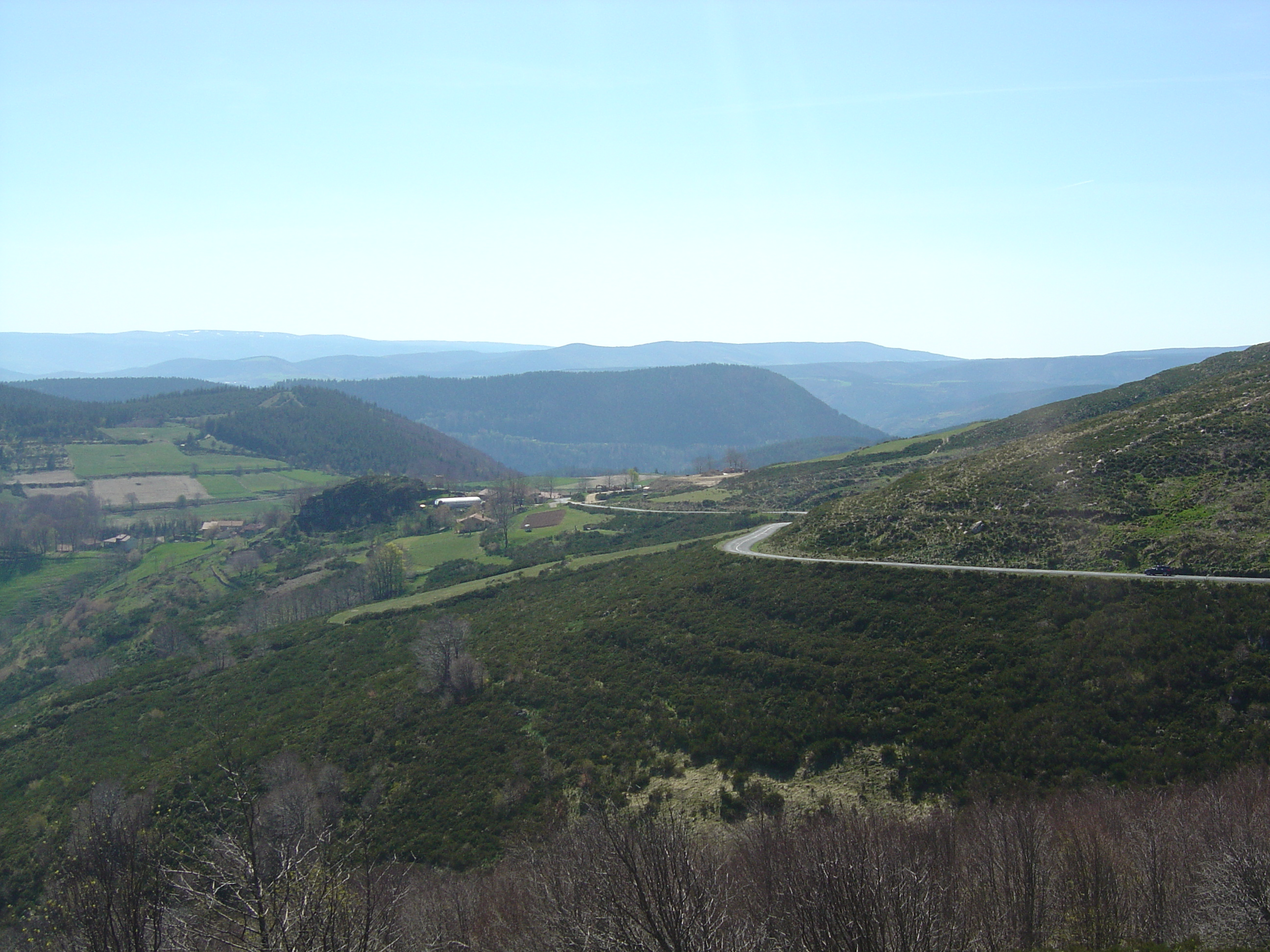
Vue sur Loubaresse depuis l’avant-dernier kilomètre de l’ascension.
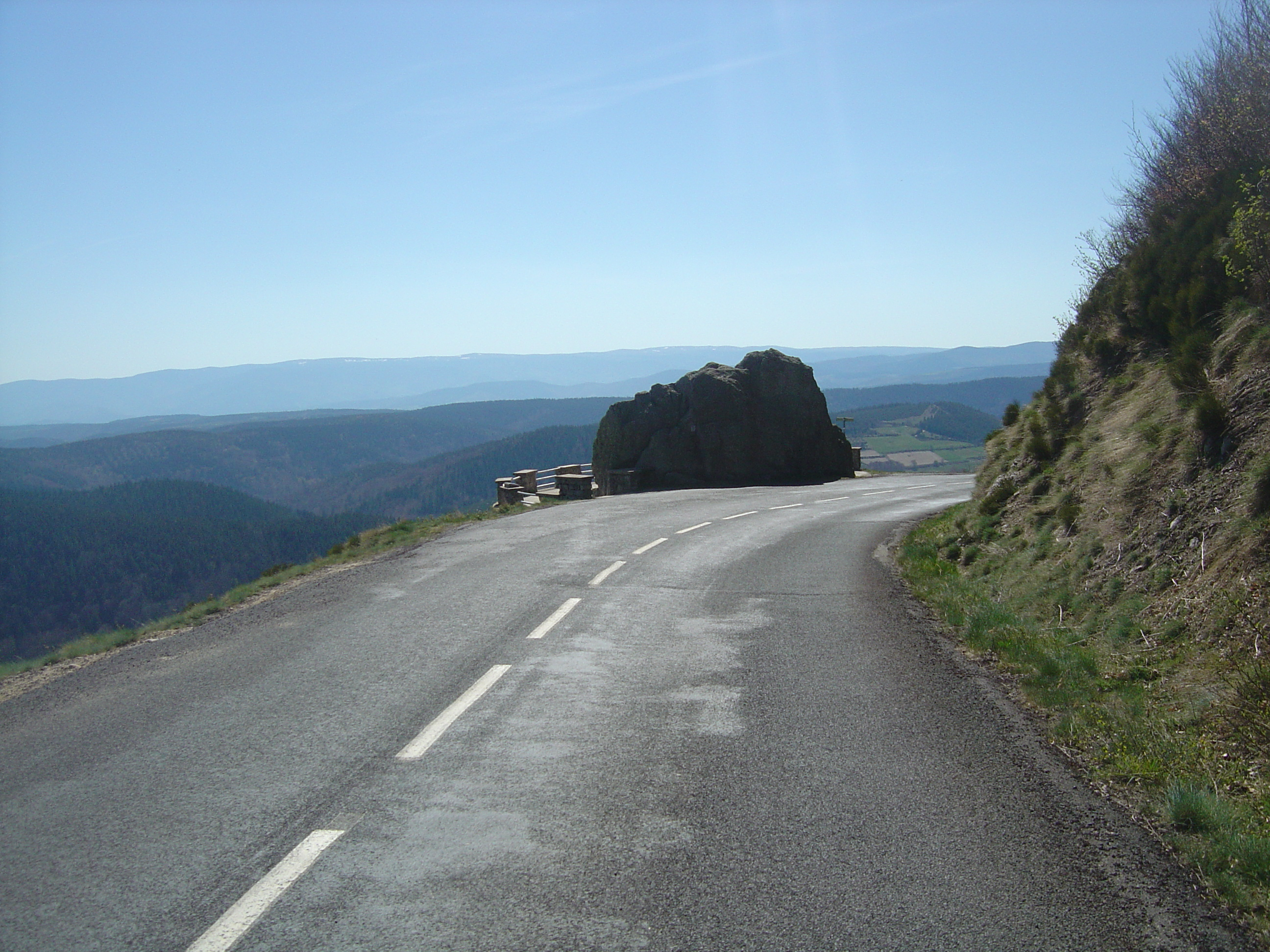
A quelques hectomètres du sommet, la grande table d’orientation à côté d’un rocher. Panorama vers le parc national des Cévennes au fond.

L’ascension par le côté nord est entamée au carrefour (1 181 m) des routes D19 et D24, également l’intersection des cols du Bez et de la Croix de Bauzon. C’est la face du col la plus courte avec 5,2 km à 3,6 %. L’itinéraire passe au début à côté du hameau des Chambons avant que la chaussée ne circule en forêt.

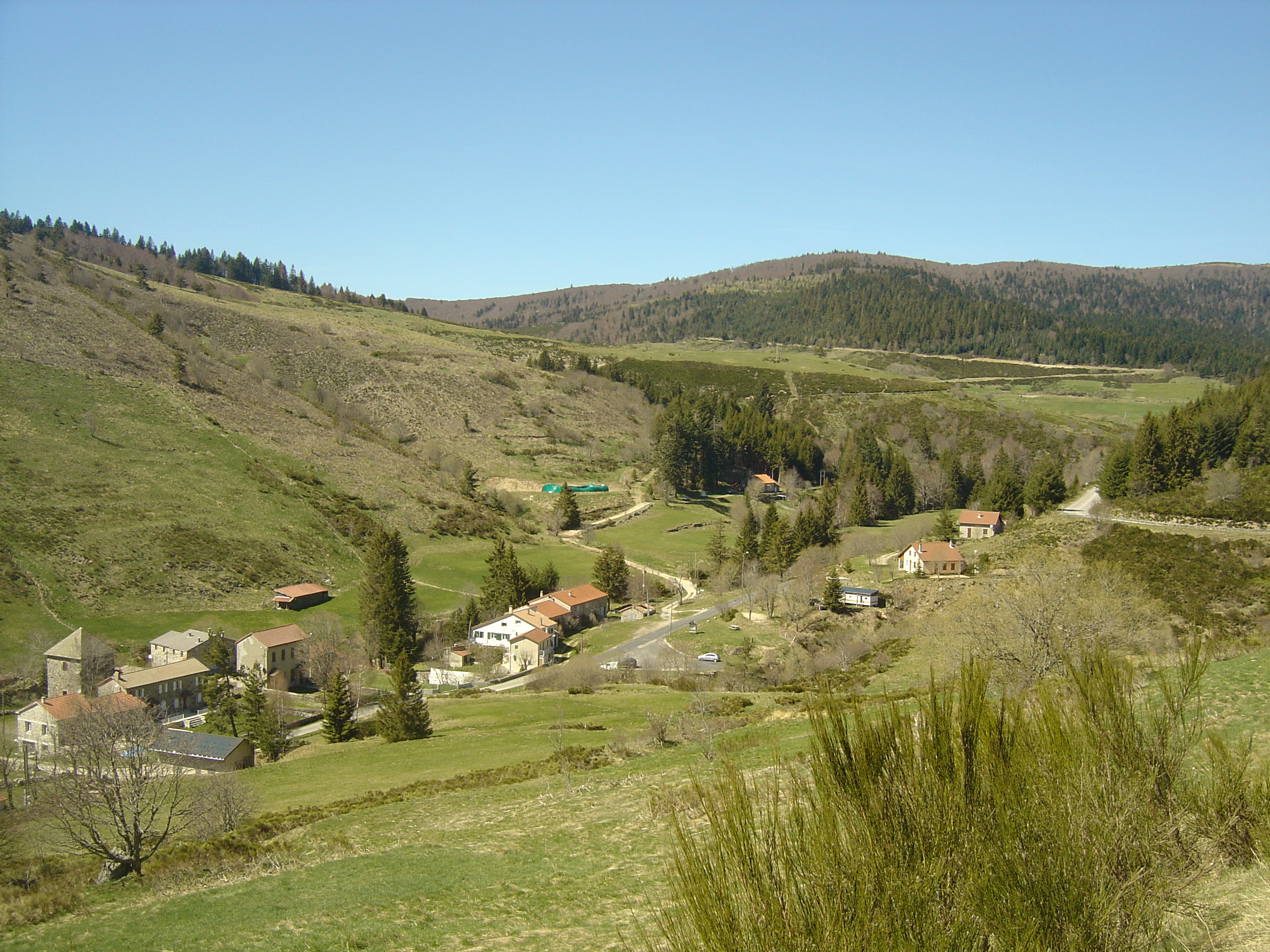
Hameau des Chambons au début de l’ascension.
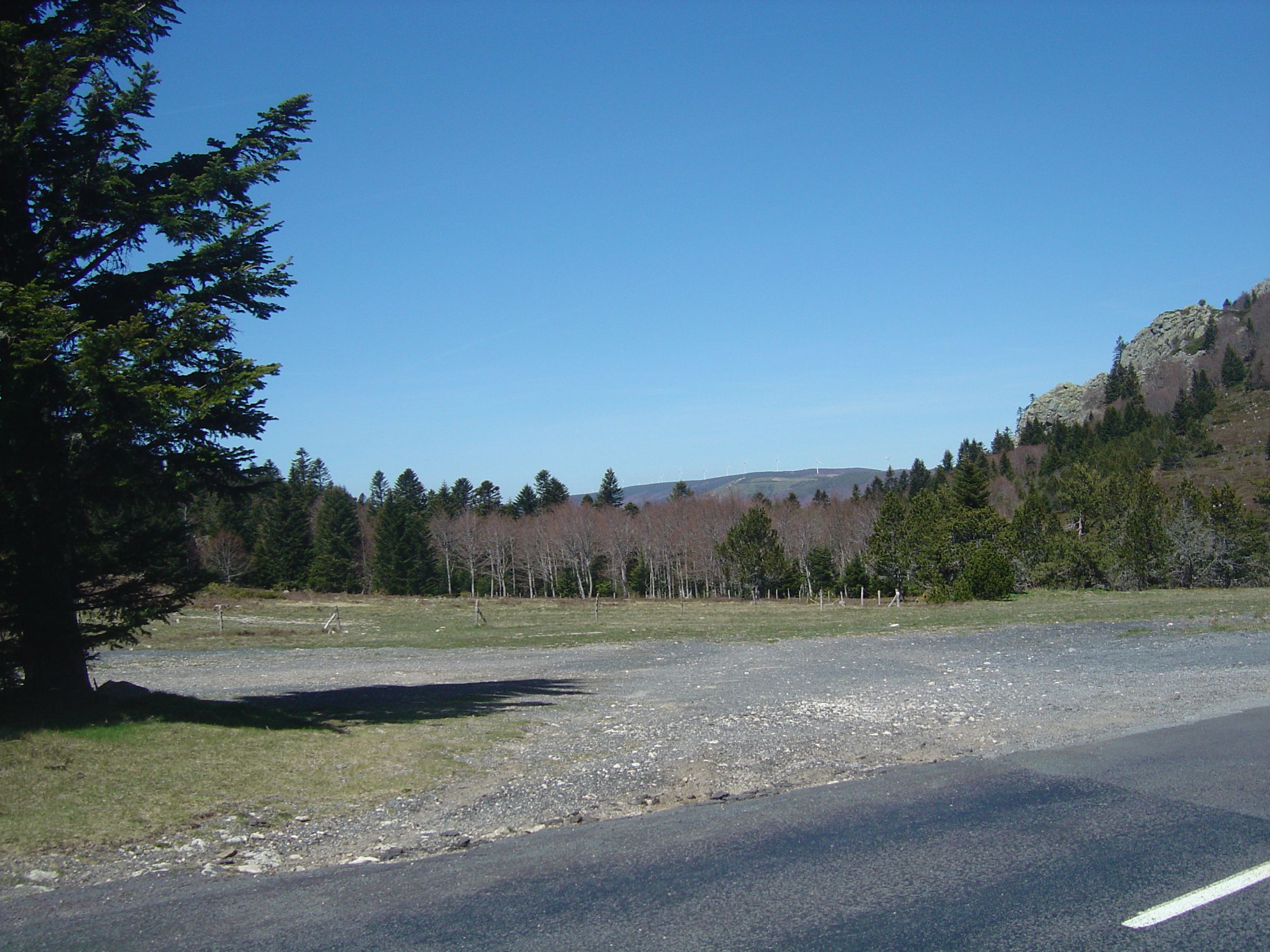
Au col, on aperçoit les éoliennes de Cham Longe, proches du col du Pendu.
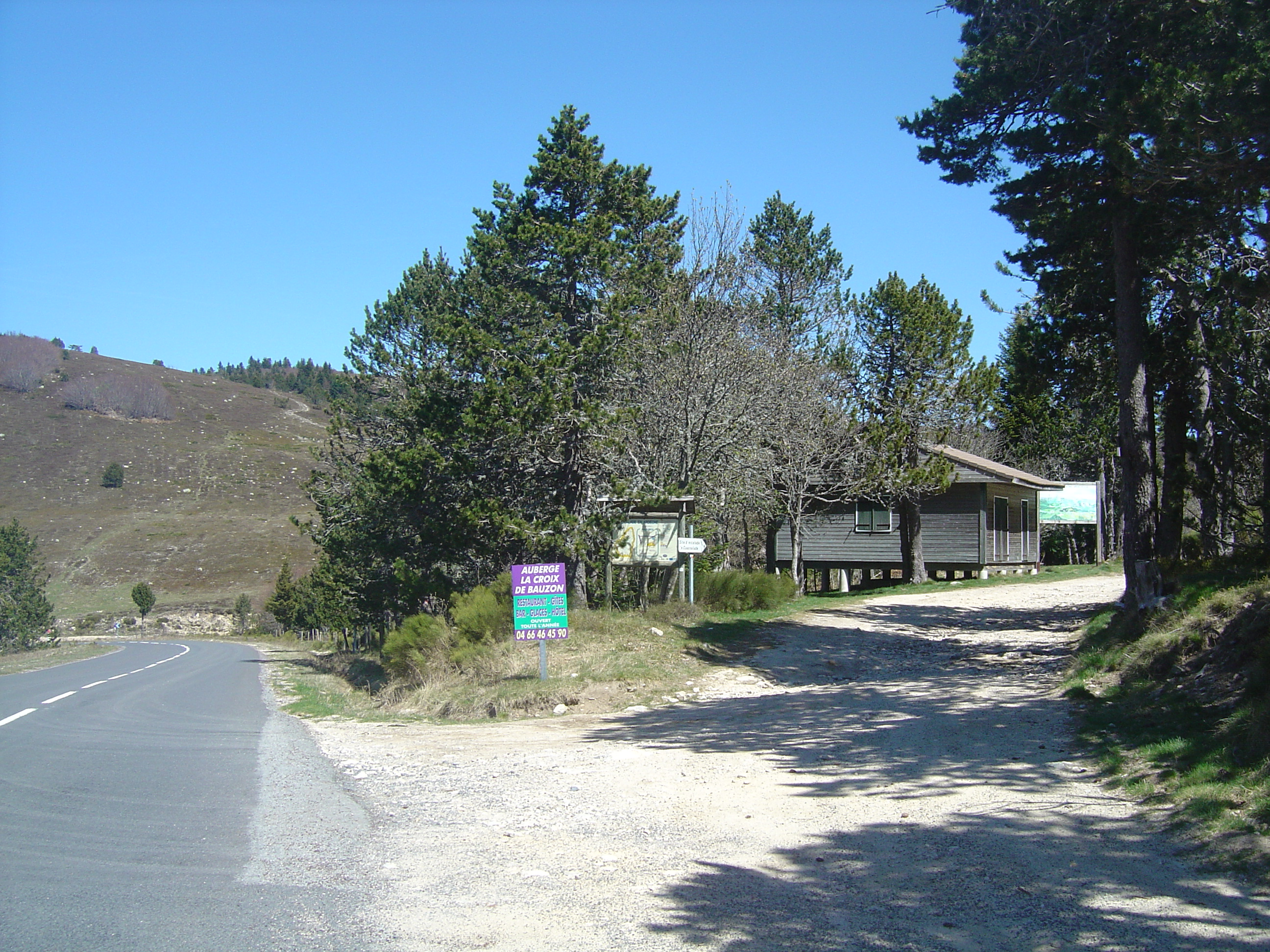
Au col, départ d’une piste forestière allant notamment jusqu’à la station de la Croix de Bauzon.

### Cyclisme amateur
Le col de Meyrand est franchi sur les longs parcours de l'Ardéchoise, au mois de juin, sur les randonnées cyclotouristes en plusieurs jours. Il est grimpé par son versant le plus long, le flanc sud-est, sur le parcours du « Tanargue ». Il s'agit d'ailleurs par ce côté du plus long col de l'épreuve. De plus, il est escaladé par Borne sur l'itinéraire de « La Montagne Ardéchoise » et aussi par le versant sud-ouest sur la variante « La Montagne Ardéchoise- Pas du Loup ».
Ce col a aussi autrefois été gravi sur la cyclosportive « La Beaume Drobie ».